# 索盧韋齊
索盧韋齊是非洲南部國家贊比亞西北部的城市，也是西北省的首府，位於基特韋以西232公里，毗鄰剛果民主共和國的邊境，海拔高度1,235米，市內有銀行和連鎖超市，2000年人口約65,000。
12°11′00″S 26°24′00″E / 12.18333°S 26.40000°E